# Generazioni (film)
Generazioni (Star Trek: Generations), noto nel fandom anche con l'acronimo GEN o la sigla ST VII, è un film di fantascienza statunitense del 1994 diretto da David Carson. Rappresenta il settimo episodio cinematografico dedicato alla popolare saga di Star Trek. È l'unico film in cui coesistono i cast della prima serie televisiva (rappresentato  da William Shatner, James Doohan e Walter Koenig) e della successiva serie Star Trek: The Next Generation.
Nell'home video il film è stato distribuito col titolo Star Trek - Generazioni.

## Trama
Durante il varo dell'astronave USS Enterprise (NCC-1701-B) al quale partecipano, come ospiti d'onore, il capitano in congedo James T. Kirk, l'ingegnere Montgomery Scott e il comandante Pavel Chekov, viene ricevuta una richiesta di soccorso da alcune astronavi el-auriane investite da una stringa di energia chiamata "Nexus". Il tentativo di mettere in salvo i passeggeri e gli equipaggi prigionieri della stringa riesce solo a metà e la stessa Enterprise rimane prigioniera della stringa. Nel tentativo di liberarsi dal Nexus, la nave subisce una scarica di energia che apre uno squarcio sullo scafo e Kirk, che si trovava nella zona colpita, risulterà disperso. Di tutti i passeggeri delle navi distrutte dal Nexus se ne salveranno solo 47 tra cui Guinan e lo scienziato Tolian Soran.
Settantotto anni dopo, l'USS Enterprise (NCC-1701-D), capitanata da Jean-Luc Picard, cerca di sventare i folli piani di Soran, lo scienziato el-auriano salvato anni prima dall'Enterprise B, che vuole tornare nel Nexus perché vivere lì è come "essere avvolti dalla gioia" (cit. Guinan), e per raggiungere il proprio scopo non esita a distruggere interi sistemi stellari.
Soran ritiene che l'unica strada per rientrarvi è quella di deviare dalla propria rotta la stringa di energia, portandola in rotta di collisione con un pianeta di classe M sul quale trovarsi al momento del passaggio del fenomeno. Questo perché qualunque tentativo da parte di una nave di entrarci, quasi certamente distruggerebbe il vascello e ucciderebbe tutti i suoi occupanti. Per deviare la stringa il dottor Soran utilizza un inibitore nucleare (il trilitio) che, introdotto tramite un siluro fotonico nel nucleo di una stella vicino alla quale si trova il Nexus, ne provoca l'implosione e quindi, a causa della riduzione della gravità circostante, la stringa cambia rotta. Il trilitio è stato sintetizzato nell'osservatorio stellare federale in orbita attorno alla stella Amargosa ed è stato rubato dallo scienziato el-auriano con l'aiuto delle sorelle klingon Lursa e B'Etor Duras che lo assistono in questa sua missione per venire in possesso, al termine, del trilitio.
L'Enterprise segue le tracce del dottor Soran e lo raggiunge su Veridiano III dove ingaggia una battaglia con lo sparviero klingon delle sorelle Duras. L'Entrprise, gravemente danneggiata e atterrata sul pianeta, viene poi distrutta dall'onda d'urto della stella Veridiano che, nel frattempo, Soran ha colpito con un siluro al trilitio così da far avvicinare la stringa a Veridiano III, luogo in cui attende l'arrivo del Nexus. Picard, teletrasportato sul pianeta per impedire il lancio del siluro, non riesce nel suo intento viene trascinato nel Nexus insieme a Soran. Qui il capitano sperimenta un'esistenza paradisiaca nella quale ha una famiglia e dei figli e in cui esiste anche il suo amato nipote (nella realtà morto in un incidente insieme a suo padre, fratello del capitano). Ma la razionalità, a un certo punto, prende il sopravvento e Picard decide di ritornare nel mondo reale. Egli si rende conto che per farlo avrà bisogno d'aiuto e, dopo un colloquio con Guinan (o, meglio, con la parte della sua coscienza rimasta nel Nexus), incontra il capitano Kirk (anch'egli catturato dal Nexus settantotto anni prima) che sta sperimentando una vita alternativa tra le montagne dell'Iowa. Picard cerca di convincere Kirk a tornare indietro con lui per fermare Soran; Kirk si rende conto dell'irrealtà in cui vive e a quel punto i due capitani, sfruttando l'atemporalità della stringa, tornano su Veridiano III in un momento antecedente al lancio del siluro per tentare di fermare Soran e il suo folle piano. Ci riescono, ma nello scontro muore, oltre a Soran, anche il capitano Kirk che è poi sepolto da Picard in cima a una delle colline che sovrastano la valle in cui è precipitata la sezione a disco dell'Enterprise D.

## Personaggi
- Jean-Luc Picard è il Capitano della USS Enterprise D. Ritroverà Kirk nel Nexus e col suo aiuto fermerà Soran e il suo folle progetto.
- William T. Riker è il Primo Ufficiale che prenderà il comando della USS Enterprise D quando Picard andrà nel Nexus, cercando di salvare tutto l'equipaggio dell'astronave, operando un atterraggio di fortuna su Veridiano III con la sola sezione a disco della nave.
- Data è un androide, Secondo Ufficiale e Capo Operazioni della USS Enterprise D. Il suo desiderio di sperimentare emozioni umane lo porterà a usare un "chip emozionale" che lo farà paralizzare dalla paura durante un attacco, impedendogli di evitare il rapimento dell'amico Geordi.
- Geordi La Forge è l'ingegnere capo che verrà rapito dalle sorelle Lursa e B'Etor Duras, che vogliono connettersi al suo visore per spiare segreti tecnici dell'Enterprise D.
- Worf è l'ufficiale tattico dell'Enterprise.
- Beverly Crusher è l'ufficiale medico capo della nave.
- Deanna Troi è la consigliera di bordo della nave.
- Tolian Soran è un El-Auriano che non esita a distruggere stelle e interi pianeti pur di ritornare nel Nexus. Era presente sull'Enterprise B durante l'incidente in cui scomparve il capitano Kirk.
- Montgomery Scott: capo ingegnere dell'Enterprise ormai in pensione. Chiamato ad assistere al volo inaugurale della USS Enterprise B, sarà il primo ad accorgersi della scomparsa di Kirk.
- Pavel Chekov viene chiamato per assistere al volo inaugurale della USS Enterprise B. Coordinerà l'infermeria quando la nave, del tutto impreparata, andrà in soccorso dei profughi el-auriani.
- James T. Kirk è il capitano storico dell'Enterprise e dell'Enterprise A. Sarà dato per morto in seguito a un incidente intercorso durante il primo volo della USS Enterprise B.
- Guinan è una El-Auriana. Presente sull'Enterprise B durante la scomparsa del capitano Kirk e testimone della potenza ammaliatrice delle illusioni create dal Nexus. È la barista del bar di prora dell'Enterprise D e amica di lunga data del capitano Picard.
- Lursa e B'Etor Duras. Nemiche storiche del capitano Picard, hanno un accordo mercenario con Soran: lo aiutano nel suo piano in cambio della possibilità di distruggere l'Enterprise D con tutto il suo equipaggio.

## Produzione

### Sceneggiatura
La sceneggiatura originale prevedeva l'intero cast della serie classica, per poi optare dei soli James T. Kirk, Montgomery Scott e Pavel Chekov, vitali per il prologo, mentre Leonard Nimoy e DeForest Kelley declinarono. Nimoy (a cui era stato offerto di dirigere il film) sentiva che ci fossero dei problemi nella storia con il copione e che il ruolo di Spock fosse estraneo. Come Nichelle Nichols/Uhura, è assente George Takei/Sulu, rimpiazzato da sua figlia Demora, arruolata quale omologa di suo padre.
Numerosi dei personaggi di sfondo sono apparsi in ruoli differenti nel corso delle serie di Star Trek. Tra questi Tim Russ, che compare come ufficiale del ponte di comando dell'Enterprise B, aveva avuto una serie di ruoli secondari e il ruolo di Tuvok in Star Trek: Voyager. Inoltre l'attrice Whoopi Goldberg interpreta Guinan, personaggio già apparso in alcune stagioni della serie Star Trek: The Next Generation.

### Cast
- Patrick Stewart nel ruolo di Jean-Luc Picard.[5]
- Jonathan Frakes nel ruolo di William T. Riker.[5]
- Brent Spiner nel ruolo di Data.[5]
- LeVar Burton nel ruolo di Geordi La Forge.[5]
- Michael Dorn nel ruolo di Worf.[5]
- Gates McFadden nel ruolo di Beverly Crusher.[5]
- Marina Sirtis nel ruolo di Deanna Troi.[5]
- Malcolm McDowell nel ruolo di Tolian Soran.[5]
- James Doohan nel ruolo di Montgomery Scott.[5]
- Walter Koenig nel ruolo di Pavel Chekov.[5]
- William Shatner nel ruolo di James T. Kirk.[5]

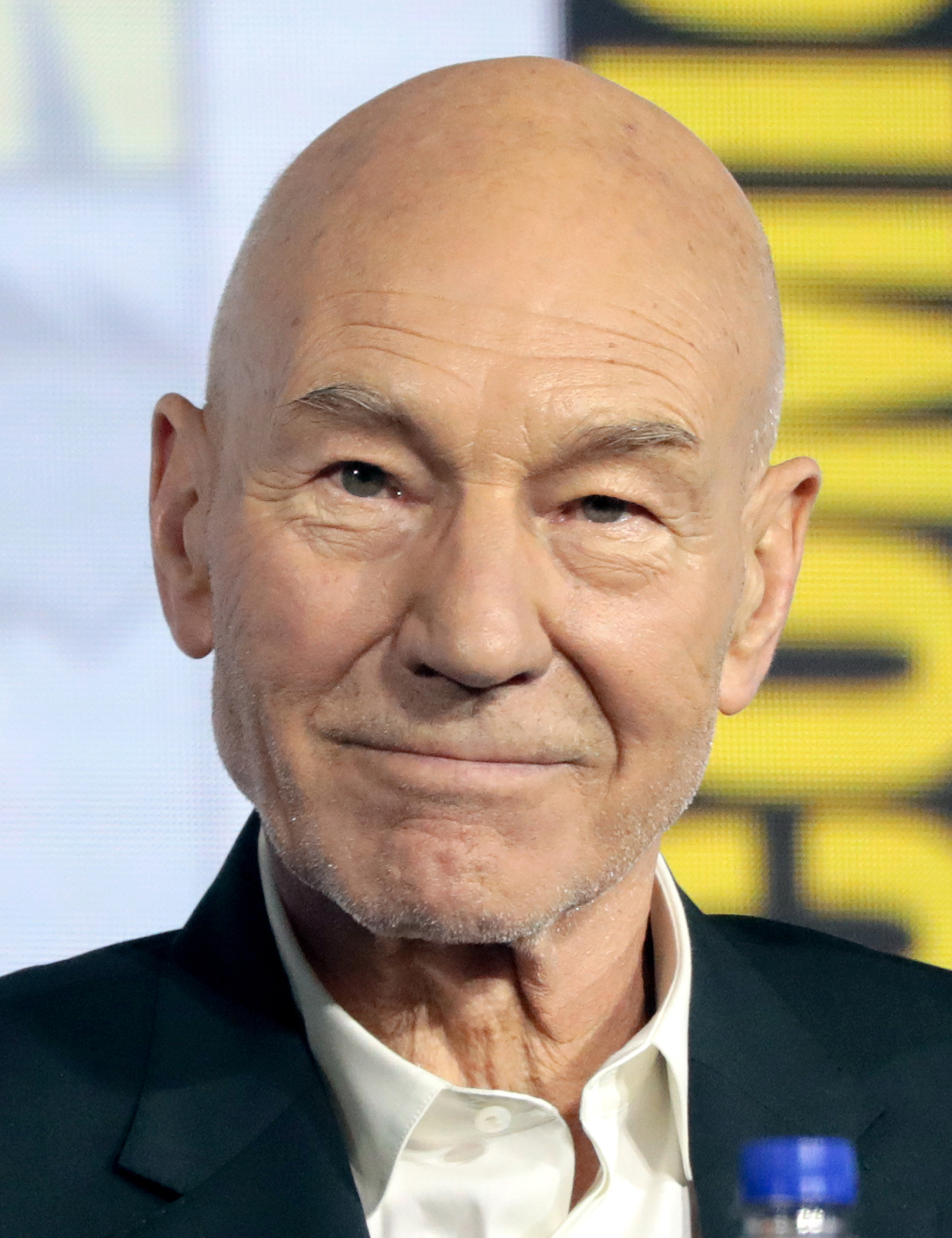
Patrick Stewart, interprete di Jean-Luc Picard
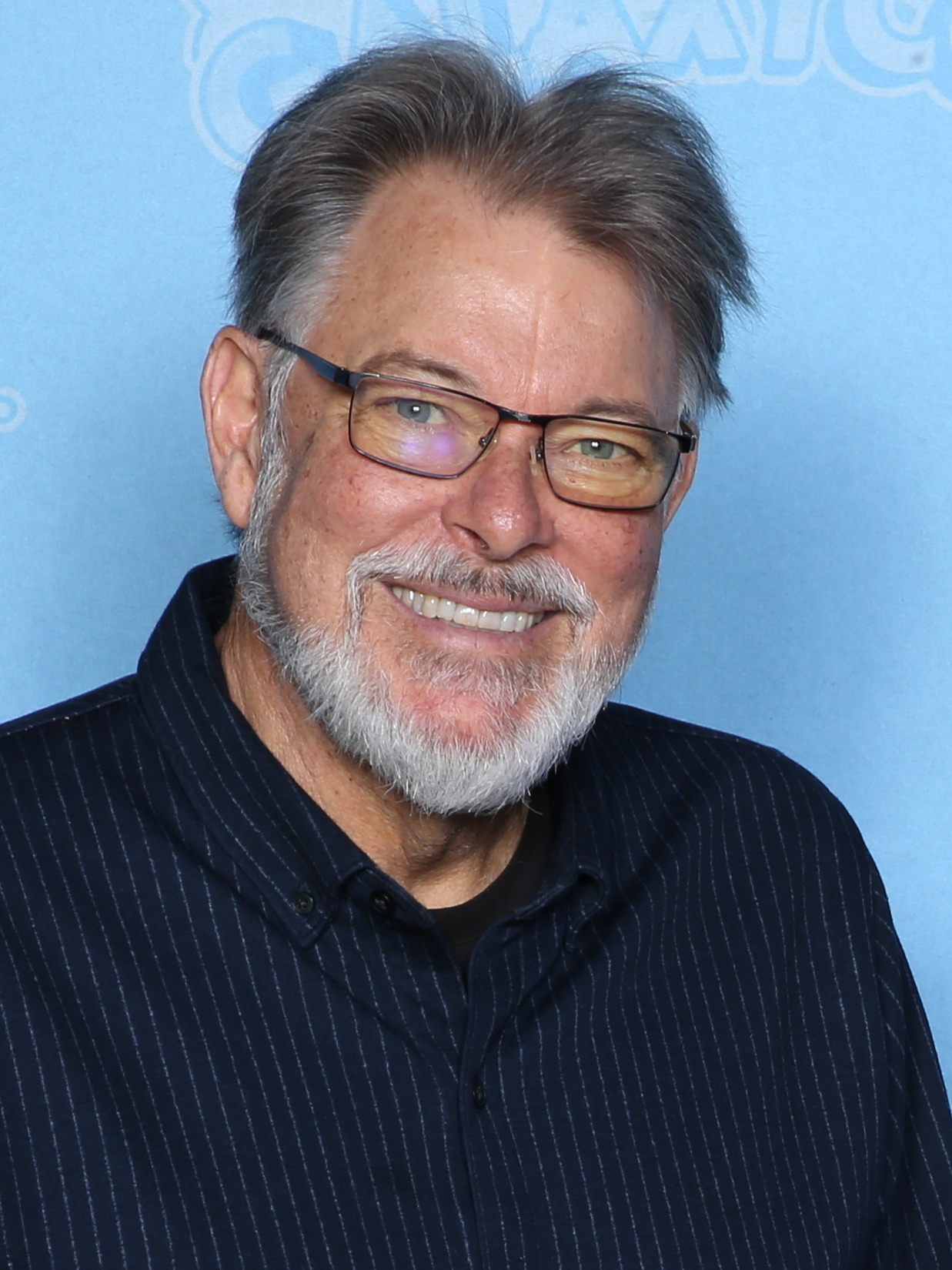
Jonathan Frakes, interprete di William T. Riker
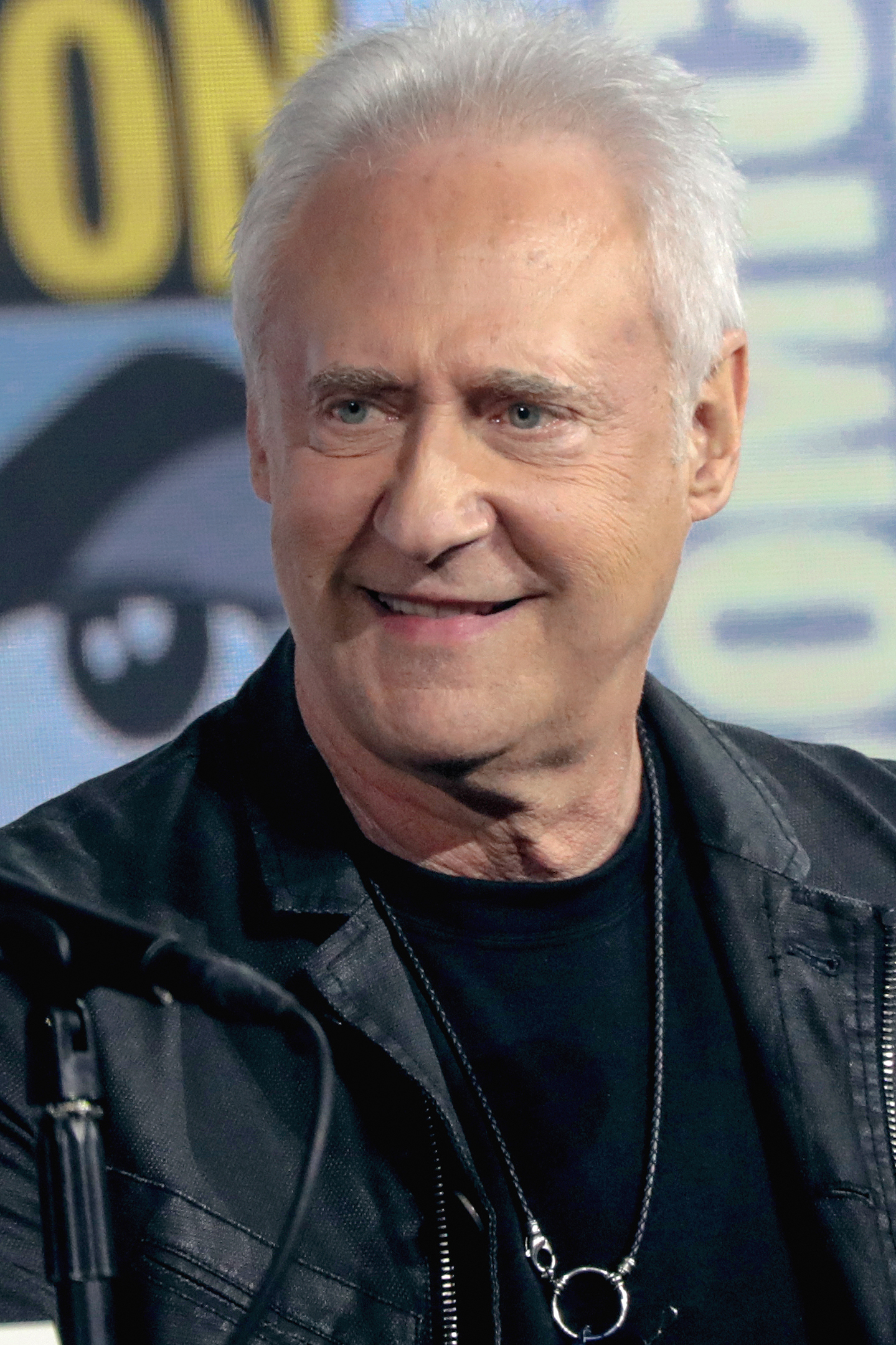
Brent Spiner, interprete di Data
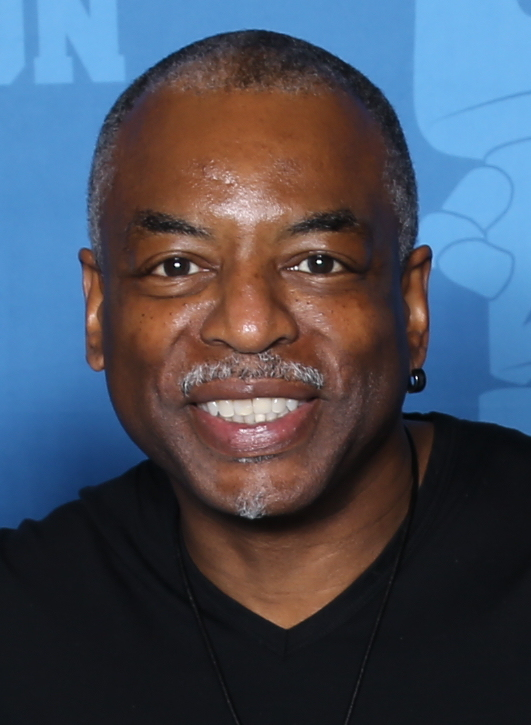
LeVar Burton, interprete di Geordi La Forge
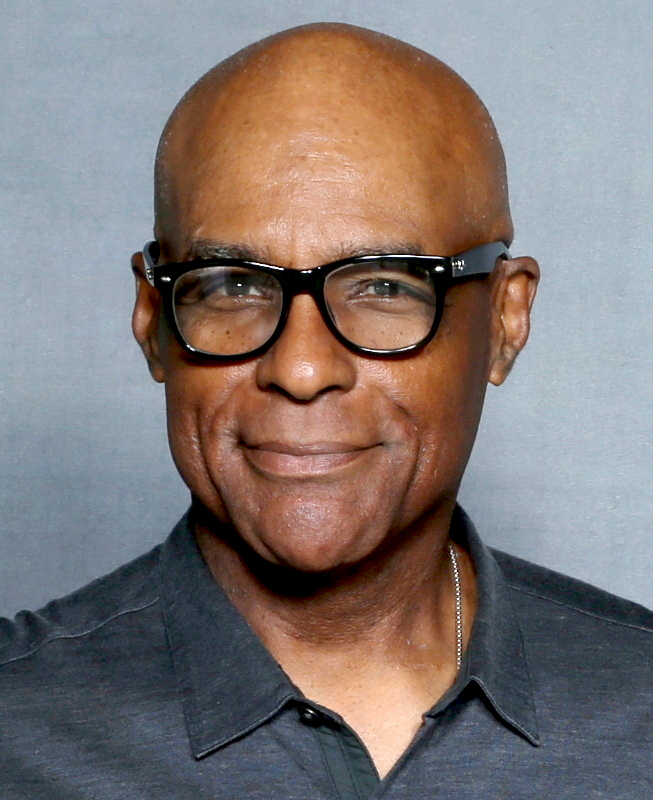
Michael Dorn, interprete di Worf
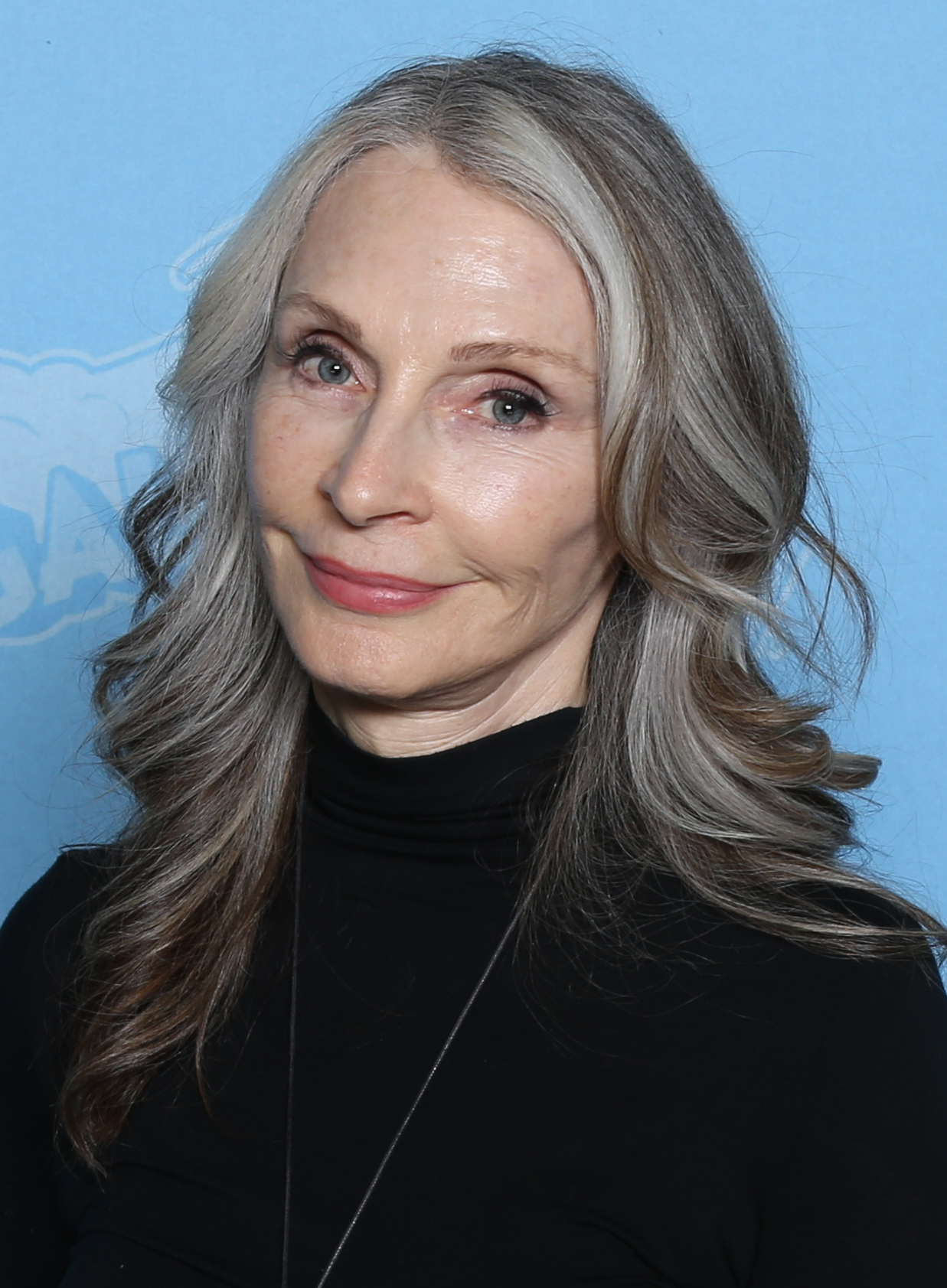
Gates McFadden, interprete di Beverly Crusher
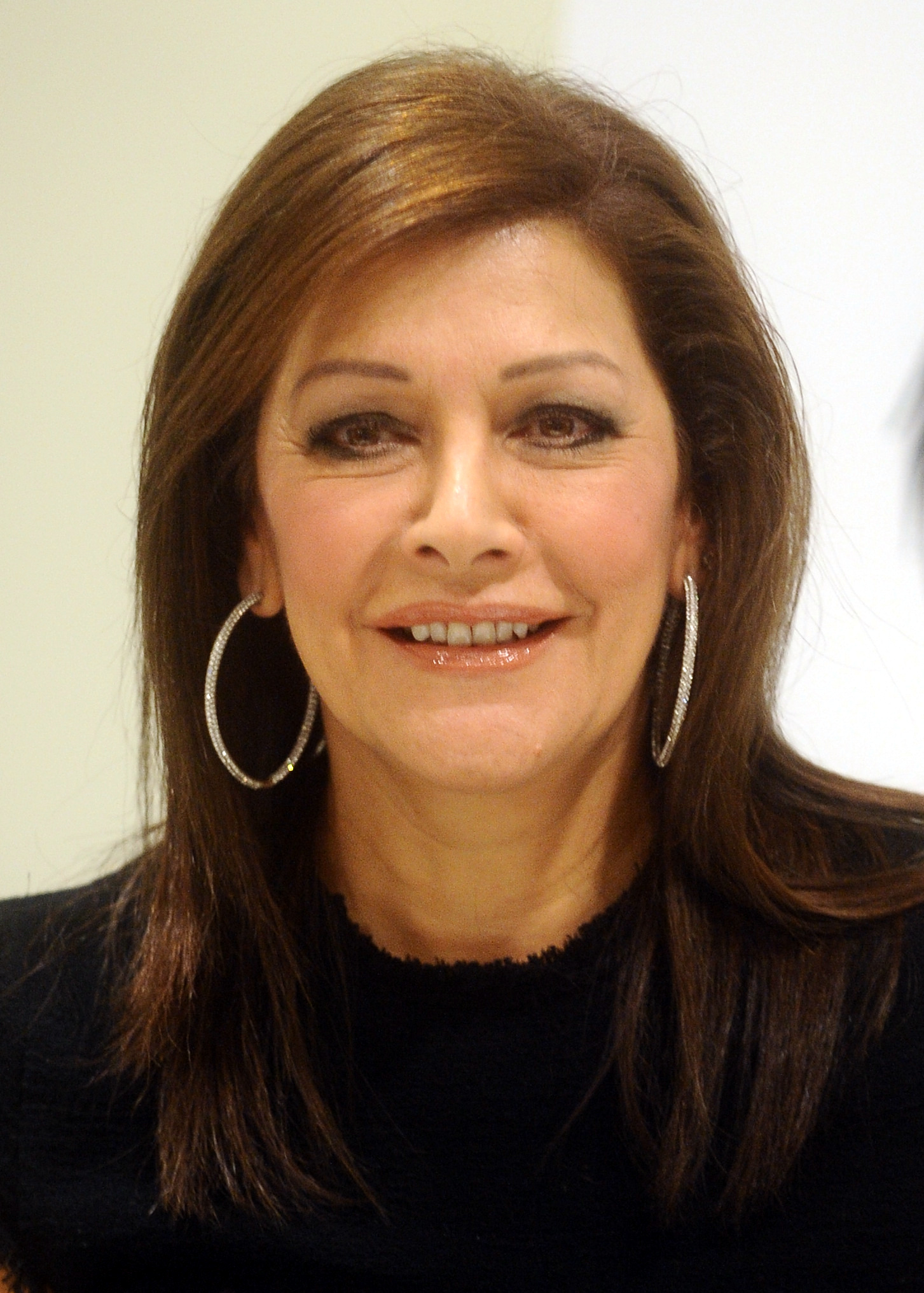
Marina Sirtis, interprete di Deanna Troi
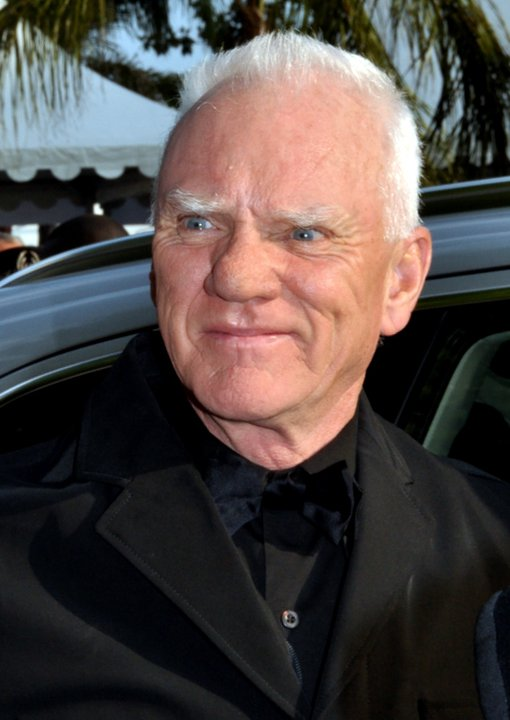
Malcolm McDowell, interprete di Tolian Soran
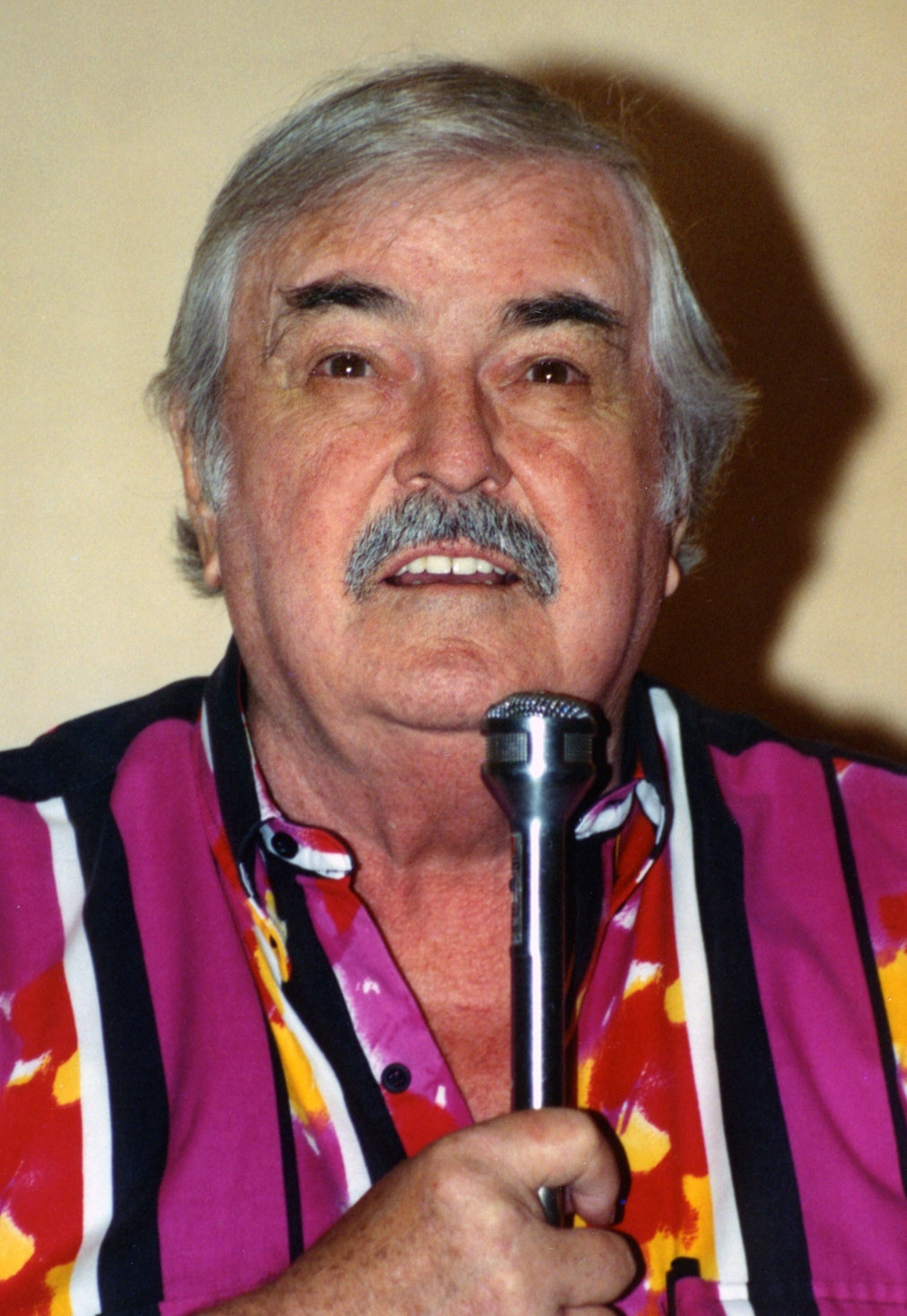
James Doohan, interprete di Montgomery Scott
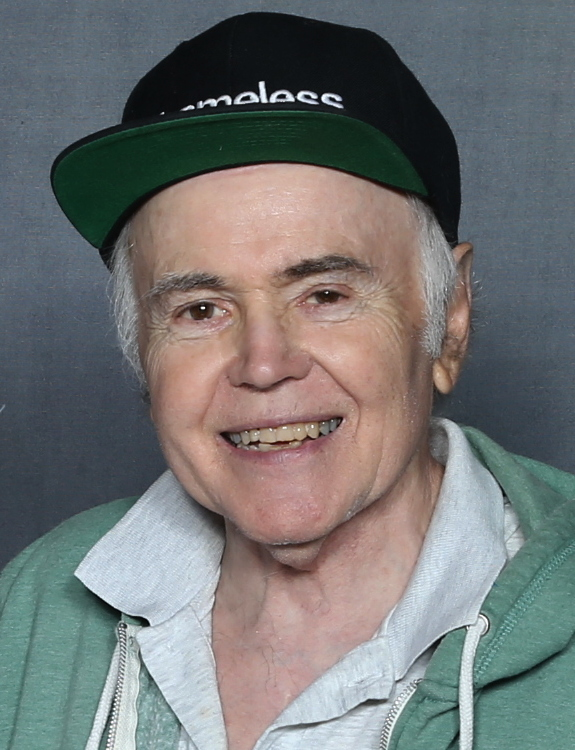
Walter Koenig, interprete di Pavel Chekov
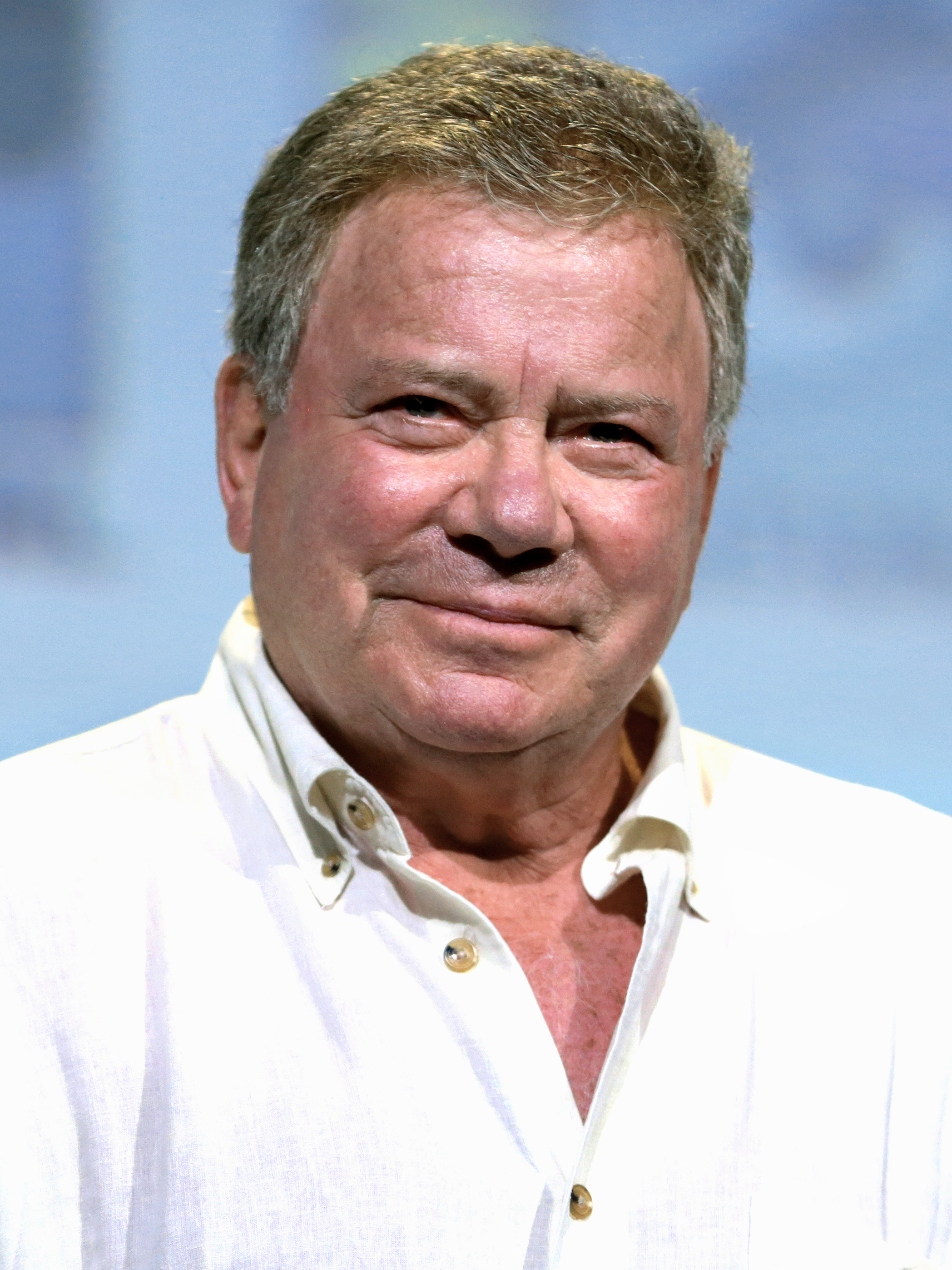
William Shatner, interprete di James T. Kirk

## Distribuzione

### Doppiaggio italiano
Il doppiaggio della versione italiana del film è stato diretto da Manlio De Angelis, che aveva già diretto il quarto episodio.
In questa edizione ci sono alcune voci diverse rispetto alla serie TV The Next Generation: infatti Anna Rita Pasanisi, che nella serie doppia Deanna Troi, in questo film doppia Guinan; nella serie Franca Lumachi doppia Guinan, mentre qui presta la voce a B'Etor. Anche la voce di Worf è differente: il doppiatore del film è Massimo Pizzirani al posto di Claudio Fattoretto (che tornerà nei film successivi), "titolare" della serie TV.

## Accoglienza
Il film, prodotto a un costo stimato di circa 35 milioni di dollari, ne guadagnò al botteghino 120 (di cui oltre 75 solo negli Stati Uniti, 23 nel fine settimana di apertura), a cui si sono aggiunti nel tempo altri 80 milioni di dollari per i noleggi nel circuito dell'home video.
Fantafilm la definisce "una pellicola dignitosa, ma più adatta ai trekker attratti dall'azione che a quelli più attenti alla logica e alla coerenza delle storie".

## Riconoscimenti
- 1994 – Razzie Awards
  - Candidatura a peggior attore non protagonista a William Shatner
- 1995 – ASCAP Award
  - Film più venduto al botteghino
- 1995 – Premio Hugo[8]
  - Candidatura a miglior rappresentazione drammatica
- 1995 – Saturn Award
  - Candidatura a miglior film di fantascienza
  - Candidatura a miglior attrice non protagonista a Whoopi Goldberg
- 1995 – Universe Reader's Choice Award
  - Miglior sceneggiatura per un film di genere a Ronald D. Moore e Brannon Braga